# Cryptochristendom
Cryptochristendom is het in het geheim aanhangen van de christendom terwijl vaak openlijk een ander geloof wordt aangehangen. Beoefenaars worden cryptochristenen genoemd. Op veel plaatsen waar christenen werden en worden vervolgd of verdrukt is dit voorgekomen en komt dit nog steeds voor. In de begintijd van de christelijke kerk, ten tijde van het Romeinse Rijk, was er weliswaar een duidelijke vervolging van christenen, maar deze mensen worden doorgaans niet beschouwd als cryptochristenen, omdat zij geen ander geloof aanhingen, maar slechts niet openlijk christen waren.
Op diverse tijden en plaatsen in de geschiedenis zijn er ondergrondse christelijke bewegingen geweest, meestal ten gevolge van dreiging van geweld of een wettelijk verbod.

## Japan
In Japan werd het christendom rond 1550 geïntroduceerd door de Spaanse jezuïeten-missionaris Franciscus Xaverius. Vanaf het begin werd dit gezien als een bedreiging voor de macht van de shogun. In 1643 werd het christendom uitgebannen. Alle kerken werden verwoest en alle openlijke christenen werden gemarteld en gedwongen zich te bekeren tot het boeddhisme, op straffe van de dood. Alle sporen van christelijke invloed werden systematisch uitgewist. Het christendom bleef verboden tot 1858. Tijdens deze periode ontstonden er groepen van cryptochristenen onder de naam Kakure Kirishitan, Japans voor verborgen christen.

## De Balkan en Klein-Azië
Ten gevolge van de religieuze conflicten in de Balkan en Klein-Azië komen cryptochristenen nog altijd voor in de door moslims gedomineerde gebieden in voormalig Joegoslavië, Albanië en Turkije. Uit angst voor vergeldingen in geval van religieuze of etnische conflicten houden veel christelijke minderheidsgroepen hun geloof verborgen. Cryptochristendom kwam vooral voor tijdens de Ottomaanse verovering van de Balkan. Een deel van de cryptochristenen, met name degenen die afkomstig waren uit Armenië, heeft zich onder dwang openlijk bekeerd tot de islam tussen 1896 en 1915.

## De Sovjet-Unie en het Warschaupact
Veel christelijke gemeenschappen in de Sovjet-Unie gingen tijdens de Koude Oorlog ondergronds in catacomben. Vaak ging het hier om verlaten mijnen. Nadat het Warschaupact in 1991 werd ontbonden sloten sommige van deze gemeenschappen zich aan bij officiële bovengrondse staatskerken. Andere bleven onafhankelijk bestaan, met de gedachte dat de samenwerking van de officiële kerken met het Sovjet-regime geen goed aan deze kerken kon hebben gedaan.

## Volksrepubliek China
In de Volksrepubliek China bestaan twee door de overheid gereguleerde officiële kerkgenootschappen, een protestantse (Chinese Christelijke Raad/Drie-Zelf Kerk) en een rooms-katholieke (Chinese Katholieke Patriottische Vereniging/Bisschoppenconferentie van de Katholieke Kerk in China). Daarnaast bestaan er veel onafhankelijke huisgemeenten. Deze zijn echter in China verboden. De gemeenten ontstonden vanaf 1949, toen het land communistisch werd en alle religieuze organisaties zich moesten registreren en zich onder toezicht van de overheid moesten stellen. Leiders van huisgemeenten worden door lokale overheden vervolgd. Sinds 1990 worden de gemeenten steeds vaker gedoogd. Overigens zijn de meeste lokale gemeenten van de Drie-Zelf Kerk - vooral buiten de grote steden - veelal ook huisgemeenten.

## Nazi-Duitsland
Een bijzondere manifestatie van cryptochristendom heeft zich voorgedaan in nazi-Duitsland, waar de meerderheid van de bevolking christen was. Ondergronds bestond daar de Bekennende Kirche (Duits voor Belijdende kerk), een christelijke verzetsbeweging die niet meedeed aan de verplichte fusie tot de officiële Duitse staatskerk. Hoewel veel leiders binnen deze kerk zich verzetten tegen de antisemitische politiek van Adolf Hitler, was de kerk zelf alleen tegen manipulatie door de overheid van religieuze kwesties.

## Binnenchristelijk
Naast het verschijnsel dat christenen in een antichristelijke omgeving niet openlijk christen kunnen zijn, is het ook voorgekomen dat de ene christelijke gemeenschap door de andere vervolgd werd. Te denken valt hierbij aan de Inquisitie die vanuit de Rooms-Katholieke Kerk de protestanten vervolgden. Ook zijn er in protestantse gebieden cryptokatholieken geweest. Zo werden in Engeland vanaf 1558 de katholieken door de protestanten vervolgd.